# NGC 1290
NGC 1290 est une galaxie elliptique située dans la constellation de l'Éridan. Elle a été découverte par l'astronome américain Ormond Stone en 1886.

## Caractéristiques
Sa vitesse par rapport au fond diffus cosmologique est de 2 407 ± 46 km/s, ce qui correspond à une distance de Hubble de 35,5 ± 2,6 Mpc (∼116 millions d'al).
La base de données Simbad considère que NGC 1290 et NGC 1295 sont une seule et même galaxie, ce qui semble erroné.